# پالما، موزامبیک
پالما (به لاتین: Palma) یک شهر در موزامبیک است که در Palma District واقع شده‌است.